# Сноуден (фільм)
«Сно́уден» (англ. Snowden) — американський біографічний фільм-трилер, знятий Олівером Стоуном за книгами «Файли Сноудена» Люка Гардінга і «Час Восьминога» Анатолія Кучерени. Прем'єра стрічки в Україні відбулася 15 вересня 2016 року. Фільм розповідає про агента АНБ Едварда Сноудена, який передав ЗМІ безліч секретних документів, що викривають масові стеження.

## У ролях
- Джозеф Гордон-Левітт — Едвард Сноуден
- Шейлін Вудлі — Ліндсі Міллс
- Мелісса Лео — Лора Пойтрес
- Закарі Квінто — Гленн Грінволд[en]
- Том Вілкінсон — Івен Мак-Ескілл
- Скотт Іствуд — Тревор Джеймс
- Тімоті Оліфант — Женева
- Логан Маршалл-Грін — пілот дрона
- Бен Шнетцер — Габріель Сол
- Лейкіт Стенфілд — Патрік Хейнс
- Ніколас Кейдж — Хенк Форрестер
- Ріс Іванс — Корбін О’Брайан
- Джоелі Річардсон — Джанін Гібсон
- Бен Чаплін — Роберт Тіббо
- Ніна Подольська — дружина російського дипломата
- Едвард Сноуден — камео

## Виробництво
Зйомки фільму почались 16 лютого 2015 року в Мюнхені.